# Władimir Komarow (botanik)
Władimir Leontjewicz Komarow (ros. Владимир Леонтьевич Комаров, ur. 1 października?/13 października 1869 w Petersburgu, zm. 5 grudnia 1945 w Moskwie) – rosyjski botanik, geograf i podróżnik, Bohater Pracy Socjalistycznej (1944).

## Życiorys
Był synem oficera rosyjskiej armii. Ukończył gimnazjum, a w 1894 Wydział Przyrodniczy Uniwersytetu Petersburskiego, w latach 1892–1893 brał udział w naukowej ekspedycji do Turkiestanu, gdzie badał florę dorzecza Zarafszanu. Po powrocie z ekspedycji napisał trzy prace naukowe, od 1898 wykładał na Uniwersytecie Petersburskim, uczestniczył w kolejnych ekspedycjach naukowych – na Daleki Wschód, do Mandżurii i Korei (1895–1897), we wschodnie Sajany (1902), na Kamczatkę (1908–1909) i Kraju Południowo-Ussuryjskiego (1913), gdzie zbierał kolekcje miejscowej flory i odkrył dziesiątki nieznanych nauce gatunków roślin. W 1914 został członkiem korespondentem RAN (biologia, Wydział Fizyczno-Matematyczny), w 1918 został pomocnikiem dyrektora piotrogrodzkiego ogrodu botanicznego i wykładowcą uniwersytetu w Piotrogrodzie, a w 1920 akademikiem Rosyjskiej Akademii Nauk/Akademii Nauk ZSRR. W 1926 wziął udział w ekspedycjach naukowych do Japonii, Korei i Mandżurii oraz do Jakucji, w 1927 na Kaukaz, w 1930 do Mongolii, a w 1932 do Tadżykistanu. Od stycznia 1930 do grudnia 1936 był wiceprezydentem, następnie prezydentem Akademii Nauk ZSRR (do 1945), od 1938 do końca życia stał na czele Wszechzwiązkowego Towarzystwa Ochrony Przyrody ZSRR, w 1939 zorganizował Instytut Botaniczny Akademii Nauk ZSRR i został kierownikiem Wydziału Systematyki i Geografii Roślin tego instytutu. Po ataku Niemiec na ZSRR ewakuował się do północnego Kazachstanu, gdzie prowadził prace Akademii Nauk ZSRR, zajmując się głównie systematyką i ekologią roślin oraz florystyką. Opisał ponad 150 nowych gatunków. Napisał monografię Fłora Mańczżurii (t. 1–3, 1901–1907), Fłora połuostrowa Kamczatki (t. 1–3, 1927–1930) i inne prace. Zainicjował opracowanie i do śmierci redagował zbiorowe dzieło Fłora SSSR (t. 1-30, 1934-1964). Był deputowanym do Rady Najwyższej ZSRR 1 kadencji. Został pochowany na Cmentarzu Nowodziewiczym. Jego imieniem nazwano ulicę w Pietropawłowsku Kamczackim i Instytut Botaniczny Akademii Nauk ZSRR w Leningradzie.

## Odznaczenia i nagrody
- Medal Sierp i Młot Bohatera Pracy Socjalistycznej (13 października 1944)
- Order Lenina (trzykrotnie – 11 października 1939, 13 października 1944 i 10 czerwca 1945)
- Nagroda Stalinowska (dwukrotnie, 1941 i 1942)

I medale.